# Liste der Naturdenkmale in Werdau
Die Liste der Naturdenkmale in Werdau nennt die Naturdenkmale in Werdau im sächsischen Landkreis Zwickau.

## Definition
„Naturdenkmäler sind rechtsverbindlich festgesetzte Einzelschöpfungen der Natur oder entsprechende Flächen bis zu fünf Hektar, deren besonderer Schutz erforderlich ist
1. aus wissenschaftlichen, naturgeschichtlichen oder landeskundlichen Gründen oder
2. wegen ihrer Seltenheit, Eigenart oder Schönheit.“

„§ 18 – Naturdenkmäler – (zu § 28 BNatSchG)
(1) Die Erklärung nach § 22 Abs. 1 BNatSchG von Teilen von Natur und Landschaft als Naturdenkmal erfolgt durch Rechtsverordnung oder Einzelanordnung.
(2) Über § 28 Abs. 1 BNatSchG hinaus können Naturdenkmäler zur Sicherung von Lebensgemeinschaften oder Lebensstätten von im Bestand gefährdeten oder streng geschützten Arten festgesetzt werden.“

## Liste
Diese Auflistung unterscheidet zwischen Flächennaturdenkmalen (FND) mit einer Fläche bis zu 5 ha (bei Verordnung nach DDR-Recht auch mehr) und Einzel-Naturdenkmalen (ND).
Link zu einem Kartenansichtstool, um Koordinaten zu setzen.
| Bild                          | Bezeichnung                                       | Lage                                                                   | Beschreibung                                                                                  | Datum | Nummer       |
| ----------------------------- | ------------------------------------------------- | ---------------------------------------------------------------------- | --------------------------------------------------------------------------------------------- | ----- | ------------ |
| BW                            | Rohrteich Leubnitz                                | Leubnitz (50° 43′ 3,7″ N, 12° 19′ 24,5″ O)                             | FND. 23016 m² Fläche.                                                                         | 1999  | Z364.231.015 |
| BW                            | Römertal mit 7 Teichen                            | Steinpleis und Ruppertsgrün (50° 42′ 15,2″ N, 12° 23′ 6,8″ O)          | FND. 89491 m² Fläche.                                                                         | 1983  | Z364.231.023 |
| BW                            | Meisels Grund                                     | Langenhessen (50° 45′ 25,8″ N, 12° 21′ 22,1″ O)                        | FND. 32629 m² Fläche.                                                                         | 1983  | Z364.231.030 |
| BW                            | Am Teich Nr. 6                                    | Königswalde (50° 45′ 13″ N, 12° 24′ 28,9″ O)                           | FND. 2048 m² Fläche.                                                                          | 1983  | Z364.231.065 |
| BW                            | Feuerlöschteich Königswalde                       | Königswalde (50° 44′ 26,4″ N, 12° 25′ 34,3″ O)                         | FND. 54 m² Fläche.                                                                            | 1983  | Z364.231.066 |
| BW                            | Königswalder Bach bzw. Schellergrund mit Hangwald | Königswalde (50° 45′ 11,9″ N, 12° 23′ 12,9″ O)                         | FND. 9186 m² Fläche.                                                                          | 1983  | Z364.231.067 |
| BW                            | Landwehrgrund mit Teichen                         | Werdau (50° 44′ 15″ N, 12° 21′ 30″ O)                                  | FND. 118 m² Fläche.                                                                           | 1983  | Z364.231.089 |
| BW                            | Landwehrgrund mit Teichen                         | Werdau (50° 44′ 15,4″ N, 12° 21′ 33,3″ O)                              | FND. 1449 m² Fläche.                                                                          | 1983  | Z364.231.089 |
| BW                            | Landwehrgrund mit Teichen                         | Werdau ggü. Kleingärten (50° 44′ 15,6″ N, 12° 21′ 36,5″ O)             | FND. 1572 m² Fläche.                                                                          | 1983  | Z364.231.089 |
| BW                            | Landwehrgrund mit Teichen                         | Werdau ggü. Sportschule (50° 44′ 16,8″ N, 12° 21′ 41,8″ O)             | FND. 2765 m² Fläche.                                                                          | 1983  | Z364.231.089 |
| BW                            | Landwehrgrund mit Teichen                         | Werdau Bürgerpark (50° 44′ 17,8″ N, 12° 21′ 50,6″ O)                   | FND. 5170 m² Fläche.                                                                          | 1983  | Z364.231.089 |
| BW                            | Landwehrgrund mit Teichen                         | Werdau beim Stadion im Landwehrgrund (50° 44′ 18,9″ N, 12° 22′ 0,2″ O) | FND. 8546 m² Fläche.                                                                          | 1983  | Z364.231.089 |
| BW                            | Die Folge                                         | Königswalde (50° 45′ 8,1″ N, 12° 25′ 49,7″ O)                          | FND. 116087 m² Fläche. Ein Teil des FND liegt in Zwickau.                                     | 1983  | Z364.231.136 |
| BW                            | Hohe Linde                                        | Königswalde (50° 45′ 16,6″ N, 12° 23′ 55,3″ O)                         | ND                                                                                            | 2004  |              |
| mehr Fotos \| Fotos hochladen | Eiche Freie Erde in Langenhessen                  | Langenhessen (50° 44′ 45,3″ N, 12° 21′ 55,8″ O)                        | ND                                                                                            | 2004  |              |
| mehr Fotos \| Fotos hochladen | Friedenseiche in Langenhessen                     | Langenhessen (50° 46′ 5,3″ N, 12° 22′ 1,9″ O)                          | ND                                                                                            | 2004  |              |
| mehr Fotos \| Fotos hochladen | Doppellinde in Langenhessen                       | Langenhessen (50° 44′ 54,3″ N, 12° 22′ 27,9″ O)                        | ND                                                                                            | 2004  |              |
| BW                            | Linde in der Feldflur                             | Langenhessen und Lauterbach (50° 46′ 27,9″ N, 12° 23′ 14,4″ O)         | ND. Der Baum steht in der Feldflur genau auf der Grenze zwischen Lauterbach und Langenhessen. | 2004  |              |
| BW                            | Friedens-Eiche in Steinpleis                      | Steinpleis (50° 42′ 39″ N, 12° 24′ 22″ O)                              | ND. Standort: vor einem Haus am Hang neben der Hauptstraße.                                   | 2004  |              |
| BW                            | Traueresche in Steinpleis                         | Steinpleis (50° 42′ 47,5″ N, 12° 23′ 12,8″ O)                          | ND.                                                                                           | 2004  |              |
| BW                            | Kastanie am Schloss in Steinpleis                 | Steinpleis (50° 42′ 49,7″ N, 12° 23′ 11,9″ O)                          | ND.                                                                                           | 2004  |              |
| BW                            | Blutbuche                                         | Werdau (50° 43′ 53″ N, 12° 22′ 57,7″ O)                                | ND.                                                                                           | 2004  |              |
| BW                            | Hängebuche                                        | Werdau Crimmitschauer Straße 36 (50° 44′ 45,1″ N, 12° 22′ 28,3″ O)     | ND.                                                                                           | 2004  |              |
| mehr Fotos \| Fotos hochladen | Trompetenbaum                                     | Werdau (50° 44′ 9,7″ N, 12° 23′ 14,1″ O)                               | ND.                                                                                           | 1983  |              |
| BW                            | Amerikanischer Zürgelbaum                         | Werdau (50° 43′ 56,2″ N, 12° 22′ 55,7″ O)                              | ND.                                                                                           | 2004  |              |